# Powiat Dąbrowski
Der Powiat Dąbrowski ist ein Powiat (Kreis) in der polnischen Woiwodschaft Kleinpolen. Kleinpolens nordöstlichster Powiat grenzt an die Woiwodschaften Heiligenkreuz im Norden und Karpatenvorland im Osten. Innerhalb von Kleinpolen wird er im Süden lediglich vom Powiat Tarnowski umschlossen.

## Wappen
Beschreibung: In Rot ein mit goldenem Kleestängel geflügelter goldbewehrter goldgekrönter Adlerkopf  über einer gänzlich goldenen bewurzelten dreiblättrigen und vierfrüchtigen Eiche.

## Gemeinden
Der Powiat umfasst sieben Gemeinden, davon zwei Stadt-und-Land-Gemeinden (gmina miejsko-wiejska) und fünf Landgemeinden (gmina wiejskiea):

### Stadt-und-Land-Gemeinden
- Dąbrowa Tarnowska
- Szczucin

### Landgemeinden
- Bolesław
- Gręboszów
- Mędrzechów
- Olesno
- Radgoszcz